# Sambiroto (Pracimantoro)
Sambiroto is een bestuurslaag in het regentschap Wonogiri van de provincie Midden-Java, Indonesië. Sambiroto telt 3300 inwoners (volkstelling 2010).